# Санкт-Петербургский Речной яхт-клуб профсоюзов
Санкт-Петербургский Речной яхт-клуб (СПБРЯК) — один из старейших яхт-клубов России — был основан 14 марта 1860 года в Санкт-Петербурге.
Со дня своего основания яхт-клубу не раз приходилось менять своё расположение, границы и названия:
— с 11 мая 1858 года — кружок «Jack of all trades» («Моряк на все руки»);
— с начала 1859 года — Невский яхт-клуб;
— с 14 декабря 1859 года — «Клуб невских ботиков»;
— с 14 марта 1860 года — Санкт-Петербургский речной яхт-клуб (второй по времени официальной регистрации русский яхт-клуб, после Санкт-Петербургского Императорского яхт-клуба);
— с 8 марта 1910 года — Императорский речной яхт-клуб;
— с 1917 года яхт-клуб находился в ведении Наркомпроса;
— с 1924 года — парусный клуб Ленинградского губернского совета профессиональных союзов (ЛГСПС);
— с 1934 года — яхт-клуб Облпрофсовета (ЛОСПС), Ленинградский яхт-клуб ВЦСПС, Центральный яхт-клуб Ленинградского областного совета Добровольного спортивного общества профсоюзов РСФСР «Труд» (ЦЯК);
— с 1996 года — «Санкт-Петербургский Речной яхт-клуб профсоюзов»;
— с 2022 года — частное учреждение «Санкт-Петербургский речной яхт-клуб»;
— с 2023 года — Региональная общественная организация «Спортивный клуб яхтсменов Санкт-Петербургского Речного яхт-клуба».

## История

### Появление и становление клуба

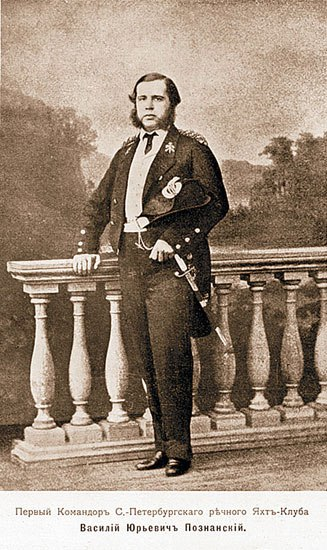

К концу 1850-х годов парусным спортом начали увлекаться представители состоятельного сословия, интеллигенция, которым ранее был закрыт доступ в Императорский яхт-клуб, основанный в 1846 году. Весной 1858 года петербуржец Цезарь Альбертович Кавос приобрёл в Англии 17-футовую парусную лодку «Забава» и со своими приятелями В. Познанским и Н. Вилькинсом регулярно совершал плавания по Неве. На берегу Средней Невки яхтсмены арендовали дачу и место для стоянки судна. Позже здесь был организован кружок «Моряк на все руки». Этот кружок привлёк внимание многих петербуржцев, и уже в 1859 году на его базе была создана спортивная организация любителей парусного спорта под названием «Клуб Невских ботиков». Вскоре был утверждён Устав клуба, который предусматривал членство независимо от сословий, а также флаг клуба. Командором клуба был избран Василий Юрьевич Познанский.
14 марта 1860 года Устав был утверждён канцелярией Морского министерства, клуб получил официальное название «Санкт-Петербургский Речной яхт-клуб» и в 1860 году открыл свой первый спортивный сезон.

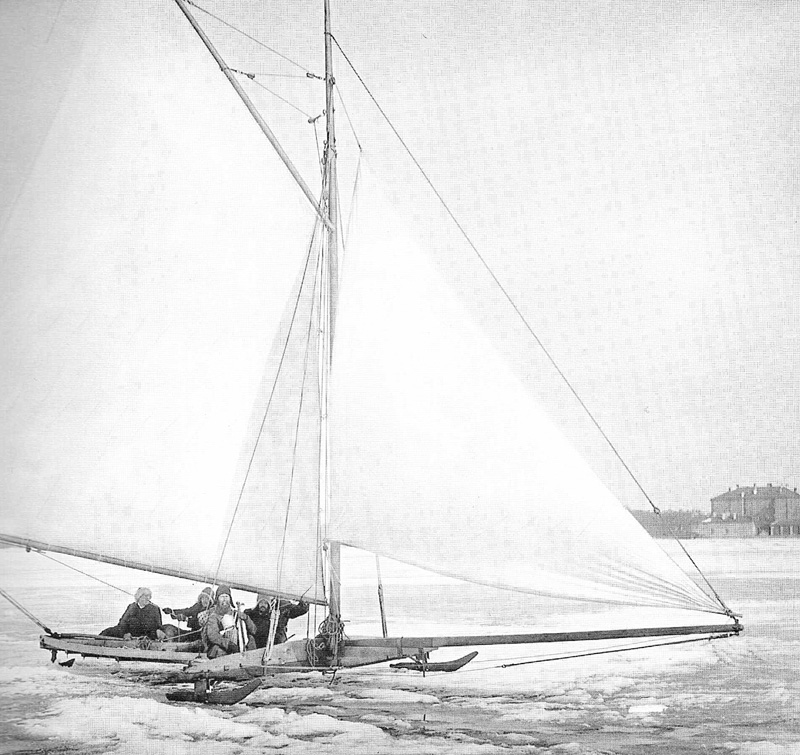
Буер «Метель», построенный в 1875 году

Через пять лет Речной яхт-клуб насчитывал в своём составе около двухсот человек и более 80 судов. Помимо проведения гонок и соревнований Речной яхт-клуб заботился о развитии спортивного судостроения — в 1864 году была создана шлюпочная мастерская, где строились разнообразные суда — от гребных ботиков до многотонных яхт.
В 1874 году при яхт-клубе были созданы первые в Петербурге Мореходные классы с бесплатным обучением, где получали образование штурманы и шкиперы, а также специалисты по ремонту и строительству яхт и шлюпок.
В 1873 году появляется периодическое издание «Памятного листка Санкт-Петербургского Речного яхт-клуба». Издание сразу стало очень популярным и через год было преобразовано в еженедельный журнал «Яхта». В это же время в клубе создаётся уникальная библиотека, где были собраны книги по парусному спорту и по теории и практике судовождения.
В 1875 году мастерские яхт-клуба построили буер «Метель», положив начало развитию буерного спорта в стране.
Речной яхт-клуб за первые 50 лет своей деятельности привлёк 2700 человек, приобрёл 533 яхты и организовал более 500 гонок. Он послужил образцом для всех подобных ему яхт-клубов России.

…Наконец полувековая деятельность Санкт-Петербургского речного яхт-клуба на пользу отечественного судоходства вообще и русского водного спорта в частности высоко вознаграждена была и ныне царствующим Государём Императором, всемилостивейши даровавшим 8 марта 1910 года Речному яхт-клубу, ко дню его пятидесятилетия, наименование «Императорский речной яхт-клуб».— 

### Начало XX века

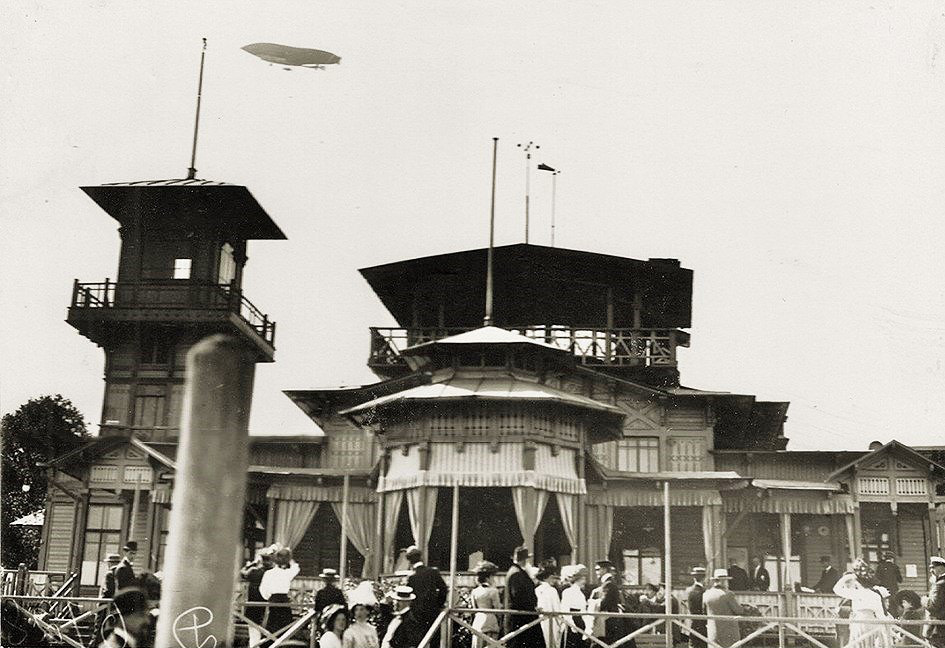
Императорский речной яхт-клуб 22 июля 1910 года. 50-летие клуба. Фотограф Карл Булла

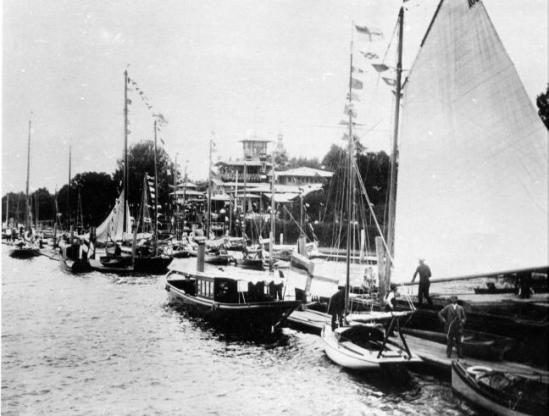
Императорский речной яхт-клуб в начале XX века

Накануне олимпийского 1912 года яхт-клуб ввёл Положение «О волонтёрах», допустив в клуб «безденежную молодёжь» для комплектования экипажей-любителей. Русские яхтсмены успешно участвовали почти во всех международных соревнованиях 1911—1912 годов.
В 1917 году Октябрьская революция и Первая мировая война резко ограничили деятельность яхт-клуба — яхты были угнаны за границу, а оставшиеся требовали ремонта.
В 1917 году Речной яхт-клуб, находившийся на Крестовском острове, был передан в ведение Наркомпроса.
В 1919 году новая власть наметила мероприятия по демократизации водного спорта и подготовке кадров для флота. На базе Речного яхт-клуба (Средняя Невка, 92) был организован первый морской отряд Всевобуча для обучения молодёжи военно-морскому делу и парусному спорту. Команды яхт были военизированы, получали армейский паёк и обмундирование, но спортивная работа не велась.
В 1924 году отряды Всеобуча расформированы, а клуб передан профсоюзной организации.
В 1934 году в связи со строительством ЦПКиО им. Кирова Речному яхт-клубу был отведён новый участок на Петровском острове, к западу от реки Керосиновки (окончание строительства к 1938 году).
Клуб стал называться яхт-клубом Облпрофсовета. В 1935 году были выделены средства на оборудование учебных классов (начало занятий было запланировано на 15.11.1935), и на зимнюю стоянку 1935—1936 гг. все суда были переведены на Петровский остров. Здесь же была расположена дача Альфреда Нобеля.
Был произведён намыв берега и сделаны причалы и набережные.
На базе мастерских яхт-клуба была организована верфь по строительству яхт, снабжавшая яхтами и буерами всю страну.
Клуб стал называться Центральным яхт-клубом профсоюзов и играл огромную роль в развитии других яхт-клубов страны.

### Великая Отечественная война
Во время Великой Отечественной войны 1941—1945 гг. в период блокады Ленинграда на территории яхт-клуба располагалась воинская часть ПВО, зенитная батарея. Многие яхтсмены и буеристы участвовали в разведывательных операциях, были проводниками и лоцманами.
После снятия блокады в январе 1944 года в яхт-клубе началось восстановление спортивной жизни. Уже с 1945 года стала проводиться Международная Балтийская регата. В 1946 году открылась детская спортивная парусная школа. В послевоенные годы развивались дальние плавания на крейсерских яхтах — первый заграничный поход состоялся в 1956 году. Яхта «Двина» класса «Л-6» Центрального яхт-клуба ходила с дружеским визитом в Стокгольм. Яхты заходили в порты Болгарии, Польши, Финляндии, Швеции. Принимали участие в международных гонках, показывая прекрасные результаты.

### Имена Центрального яхт-клуба профсоюзов
- Матвеев, Иван Петрович;
- Коровельский, Дмитрий Николаевич[12];
- Люблинский, Дмитрий Сергеевич;
- Людевиг, Николай Юльевич;
- Толстихин, Пётр Тимофеевич;
- Хабаров, Борис Александрович.

### Конец XX века
Начиная с 1979 года спортивная жизнь яхт-клуба пошла на спад. Всесоюзные и международные регаты, чемпионаты страны, Олимпийская регата были перенесены в Прибалтику (Таллинн, Эстония).
До Олимпийских игр 1980 года в Москве яхт-клуб был основным и самым большим яхт-клубом страны, а также методическим центром по парусному и буерному спорту, воспитавшим многих чемпионов страны.
В 1996 году Центральный яхт-клуб был переименован в Санкт-Петербургский Речной яхт-клуб профсоюзов.

### XXI век

Логотип Региональной общественной организации «Спортивный клуб яхтсменов Санкт-Петербургского Речного яхт-клуба»

Несколько лет продолжался спор за привлекательную территорию клуба. Претензии на право заниматься её дальнейшим развитием вели городские чиновники, руководство профсоюзов и несколько крупных девелоперских компаний.
В сентябре 2021 года здания яхт клуба были проданы частному инвестору.
В июле 2023 года Петроградский районный суд принял решение ликвидировать Санкт-Петербургский речной яхт-клуб профсоюзов на Петровской косе из-за того, что участок используется не по назначению и с нарушениями норм безопасности.
По обжалованию было принято судебное решение, по которому спорные земельный участок и здания ликвидированного яхт-клуба перешли в собственность Российской Федерации.
Для защиты общих интересов и достижения уставных целей коллективом яхтсменов яхт-клуба создана Региональная общественная организация «Спортивный клуб яхтсменов Санкт-Петербургского Речного яхт-клуба».